# 胡昌林
胡昌林，江苏无锡人，中华人民共和国政治人物、外交官。
1954年入中国人民大学外交系学习。1976年加入中国共产党。1957年赴埃及学习阿拉伯语。历任阿拉伯也门大使馆、索马里大使馆、埃及大使馆职员，驻黎巴嫩大使馆随员、三等秘书。后任外交部西亚北非司副处长、处长、副司长。
1985年，首任中华人民共和国驻阿拉伯联合酋长国大使。1989年，由黄振接任。1991年，任中华人民共和国驻土耳其大使。